# Tad
Tad var en amerikansk rockgrupp som bildades 1988 i Seattle, Washington och turnerade med bland annat Alice in Chains, Nirvana och Soundgarden. De hade ett tyngre sound än dessa grupper och nådde aldrig samma kommersiella framgångar. Deras skiva Inhaler från 1993 producerades av J Mascis från Dinosaur Jr. Bandets sista album blev Infrared Riding-Hood. 2008 släpptes DVD:n Busted Circuits And Ringing Ears där medlemmarna själva berättar bandets historia varvat med intervjuer av bland andra Kim Thayil från Soundgarden. Bandets frontman Tad Doyle har en liten biroll i filmen Singles av Cameron Crowe.

## Diskografi
- 1989 – God's Balls
- 1990 – Salt Lick (Ep)
- 1991 – 8-Way Santa
- 1993 – Inhaler
- 1994 – Live Alien Broadcasts (live)
- 1995 – Infrared Riding-Hood